# 三重県道305号観菩提寺線
三重県道305号観菩提寺線（みえけんどう305ごう かんぼだいじせん）は、三重県伊賀市を通る一般県道である。

## 概要
伊賀市島ヶ原の観菩提寺前から国道163号に至る。

### 路線データ
- 起点：三重県伊賀市島ヶ原（字西追付4180番1地先[1]：観菩提寺前）
- 終点：三重県伊賀市島ヶ原（字早瀬11545番1[1]：新今倉橋西詰交差点、国道163号交点）
- 総延長：2,762.70 m[1]

## 歴史
- 1959年（昭和34年）1月25日 - 「一般県道305号島ヶ原停車場観菩提寺線」として認定[2]
  - 起点：島ヶ原停車場
  - 終点：観菩提寺
- 2011年（平成23年）4月1日 - 「一般県道305号島ヶ原停車場観菩提寺線」を廃止[3]して、「一般県道305号観菩提寺線」として認定[4]、道路区域の決定[1]、道路の供用開始[5]
  - 起点：観菩提寺
  - 終点：国道163号交点

## 路線状況
伊賀市島ヶ原地区の主要道路であり、通勤・通学に利用される。
この道路は島ヶ原地区の主要路であるため、三重交通としまがはら行政サービス巡回車の路線バスが運行している。

### 道路拡幅工事
従来1車線であったこの道路では、2009年（平成21年）現在、2車線化と歩道を設置する工事が続いている。伊賀市当局は三重県に対し、早期完成を要望している

### 道路施設

#### 橋梁
- 旭出橋（大谷川、伊賀市）
- 島ケ原大橋（木津川、伊賀市）
- 佃橋（松林坊川、伊賀市）
- 今倉橋（今倉川、伊賀市）

### 交通量
平日12時間交通量
| 地点               | 交通量 |
| ------------------ | ------ |
| 伊賀市島ヶ原字中村 | 941台  |

## 地理

### 通過する自治体
- 三重県
  - 伊賀市

### 交差する道路
| 交差する道路              | 交差する場所 | 交差する場所              |
| ------------------------- | ------------ | ------------------------- |
| 三重県道686号上野島ヶ原線 | 島ヶ原       |                           |
| 国道163号                 | 島ヶ原       | 新今倉橋西詰交差点 / 終点 |

### 交差する鉄道
- 関西本線

### 沿線
島ヶ原地区の中心街を抜けると水田が広がっている。
- 観菩提寺（正月堂）
- 伊賀市立島ヶ原小学校
- 伊賀市立島ヶ原中学校
- JR西日本関西本線 島ケ原駅
- 木津川
- 三十三銀行 島ヶ原支店
- 伊賀警察署 島ヶ原駐在所
- 伊賀市消防本部 中消防署島ヶ原分署
- 伊賀市役所 島ヶ原支所
- 島ヶ原会館
  - 伊賀市上野図書館島ヶ原図書室
- 鵜宮神社
- 西念寺